# Браян Юзна
Браян Юзна (англ. Brian Yuzna; нар. 30 серпня 1949, Філіппіни) — американський кінорежисер, продюсер та сценарист фільмів жахів.

## Біографія
Браян Юзна народився 30 серпня 1949 року на Філіппінах. У дитинстві жив у Нікарагуа, Пуерто-Рико і Панамі, поки в 60-х роках його родина не переїхала в США. Режисер має чотирьох дітей, добре говорить по-іспанськи. Як і його друг Стюарт Гордон, Браян великий шанувальник творчості Говарда Філіппса Лавкрафта. Він екранізував кілька його творів.
В кінці 90-х років минулого століття Юзна разом зі своїм товаришем Хуліо Фернандесом організував компанію «Fantastic Factory», яка стала працювати під керівництвом барселонської студії «Filmax», випускаючи малобюджетні фільми жахів і фантастики по всьому світу.
Режисер за свою кар'єру отримав безліч нагород. На міжнародному кінофестивалі фантастичних фільмів в Стокгольмі призом журі був нагороджений його фільм «Дантист» (1996), а картина «Повернення реаніматора» (2003) отримала Гран-прі. На Каталонському міжнародному кінофестивалі картина Юзни «Фауст: Любов проклятого» (2001) номінувалася на головний приз. На кінофестивалі «Fantafestival» картина «Фауст: любов проклятого» отримала Гран-прі та приз глядацьких симпатій. На Брюссельському міжнародному кінофестивалі фантастичних фільмів картина «Суспільство» (1989) отримала приз за найкращий грим. На Амстердамському кінофестивалі картина «Повернення живих мерців 3» (1993) отримала приз «Silver Scream», а фільм «Повернення реаніматора» Гран-прі. Кілька картин режисера було відзначено на міжнародному кінофестивалі «Fantasporto»: номінацій удостоїлися фільми «Книга Мертвих» (1993), «Дантист», «Ембріон» (1998), «Фауст: Любов проклятого» і «Повернення реаніматора».

## Фільмографія
| Рік  |     | Українська назва                      | Оригінальна назва                           | Роль                         |
| ---- | --- | ------------------------------------- | ------------------------------------------- | ---------------------------- |
| 1985 | док | Багатоликий Шерлок Голмс              | The Many Faces of Sherlock Holmes           | продюсер                     |
| 1985 | ф   | Реаніматор                            | Re-Animator                                 | продюсер                     |
| 1986 | ф   | З іншого виміру                       | From Beyond                                 | продюсер, сценарист          |
| 1987 | ф   | Ляльки                                | Dolls                                       | продюсер                     |
| 1988 | ф   | Чорнокнижник                          | Warlock                                     | продюсер                     |
| 1989 | ф   | Люба, я зменшив дітей                 | Honey, I Shrunk the Kids                    | продюсер, сценарист          |
| 1989 | ф   | Суспільство                           | Society                                     | режисер                      |
| 1989 | ф   | Наречена реаніматора                  | Bride of Re-Animator                        | режисер, продюсер, сценарист |
| 1990 | в   | Тиха ніч, смертельна ніч 4            | Initiation: Silent Night, Deadly Night 4    | режисер, сценарист           |
| 1991 | в   | Тиха ніч, смертельна ніч 5            | Silent Night, Deadly Night 5: The Toy Maker | продюсер, сценарист          |
| 1991 | ф   | Гайвер                                | Guyver                                      | продюсер                     |
| 1992 | ф   | Люба, я збільшив дитину               | Honey I Blew Up the Kid                     | сценарист                    |
| 1993 | ф   | Кліщі                                 | Ticks                                       | продюсер                     |
| 1993 | ф   | Повернення живих мерців 3             | Return of the Living Dead III               | режисер, продюсер            |
| 1993 | ф   | Книга Мертвих                         | Necronomicon                                | режисер, продюсер, сценарист |
| 1995 | ф   | Убивця, що плаче                      | Crying Freeman                              | продюсер                     |
| 1996 | ф   | Дантист                               | The Dentist                                 | режисер                      |
| 1996 | тф  | Тарзан: Героїчні пригоди              | Tarzan: The Epic Adventures                 | режисер                      |
| 1997 | вг  | The Unsolved                          | The Unsolved                                | режисер, продюсер            |
| 1998 | с   | Люба, я зменшив дітей                 | Honey, I Shrunk the Kids: The TV Show       | сценарист                    |
| 1998 | ф   | Ембріон                               | Progeny                                     | режисер                      |
| 1998 | ф   | Дантист 2                             | The Dentist 2                               | режисер                      |
| 2001 | ф   | Дагон                                 | Dagon                                       | продюсер                     |
| 2001 | ф   | Фауст: Любов проклятого               | Faust: Love of the Damned                   | режисер, продюсер            |
| 2001 | ф   | Арахнід                               | Arachnid                                    | продюсер                     |
| 2002 | ф   | Темрява                               | Darkness                                    | продюсер                     |
| 2003 | ф   | Повернення реаніматора                | Beyond Re-Animator                          | режисер, продюсер, сценарист |
| 2004 | ф   | Ромасанта: Полювання на перевертня    | Romasanta                                   | продюсер                     |
| 2004 | ф   | Ротвейлер                             | Rottweiler                                  | режисер, продюсер            |
| 2005 | ф   | Тихі води                             | Beneath Still Waters                        | режисер, продюсер            |
| 2005 | ф   | Черниця                               | La monja                                    | продюсер                     |
| 2008 | ф   | Такут: Обличчя страху                 | Takut: Faces of Fear                        | продюсер                     |
| 2010 | ф   | Амфібія                               | Amphibious 3D                               | режисер, продюсер, сценарист |
| 2011 | ф   | 60 секунд самотності в нульовому році | 60 Seconds of Solitude in Year Zero         | режисер                      |